# Schmindbach
Der Schmindbach ist ein weniger als einen Kilometer langer Bach beim und durch den Weiler Unterspeltach der Gemeinde Frankenhardt im Landkreis Schwäbisch Hall im nordöstlichen Baden-Württemberg, der dort von rechts und Süden in die mittlere Speltach mündet.

## Geographie

### Verlauf
Der Schmindbach fließt etwa 300 Meter südlich des Ortsrandes von Unterspeltach am Flurrand unter dem Waldgewann Schmindhalde auf etwa 430 m ü. NHN aus einem Rohr. Er läuft zunächst nordwestlich neben einem Großseggenried und einer Nasswiese auf eine kurze Galerie aus Schwarzerlen zu, die ihn danach kurz begleiten. Nach nicht viel mehr als hundert Metern knickt er am Rand eines Feldes, dem entlang  von links ein kleiner Bach zuläuft, auf Nordostlauf an dessen weiterem Rand. Wo das Feld schon am Weichbildsaum des Weilers endet, wachsen wieder Großseggen am Ufer. Nach einem Richtungsknick nach Norden fließt der Nach unter Bäumen dem Ortsrand entlang nach Norden. Dann verschwindet er in einem Rohr, in welchem er den Ort durchfließt.
Jenseits der L 2641 (Frankenhardt-)Stetten–(Crailsheim-)Jagstheim verlässt er das Rohr wieder und läuft in einem Graben zwischen Ortsgrundstücken links und dem Gründlandgewann Hofwiesen rechts weiter nordwärts über die Speltachaue. Nur wenig entfernt von der Nordostspitze des Weilers und etwa hundert Meter oberhalb der Flussbrücke der K 2640 von Fichtenhaus her mündet er dann auf etwa 413 m ü. NHN von rechts in die hier begradigt nach Osten fließende mittlere Speltach.
Der Schmindbach mündet nach seinem einschließlich des verdolten Abschnitts etwa 0,8 km langen Lauf mit mittlerem Sohlgefälle von ca. 23 ‰ ungefähr 17 Höhenmeter unterhalb seines Ursprungs am Waldrand. Außer dem genannten kurzen linken am Oberlauf hat er keinen weiteren Zufluss.

### Einzugsgebiet
Das Einzugsgebiet des Schmindbach hat eine Fläche von 0,8 km², seine größte Höhe am Südrand auf einer Waldhöhe im Gewann Forst erreicht 505,4 m ü. NHN. Von dort zieht sich der Wald über die Schmindhalde herab bis an den Bergfuß wenig südlich von Unterspeltach, wo der Bach seinen Lauf beginnt und die offene, teilweise besiedelte Nordhälfte des Einzugsgebietes ansetzt. Dort dominieren die Wiesen gegenüber den Äckern. Im insgesamt zur Honhardter Ortsteilgemarkung der Gemeinde Frankenhardt gehörenden Gebiet ist der innerhalb liegende Teil des Weilers Unterspeltach der einzige Siedlungsplatz.
Nahe Einzugsgebiete sind im Westen das des unteren Stettbachs, im Westen das des Hofbachs, die etwas vor bzw. nach dem Schmindbach ebenfalls von rechts und nordwärts zur Speltach laufen. An der Südostseite liegt hinter dem Kamm des 494,1 m ü. NHN hohen Schwabenbergs nahe dem Bechhof das Quellgebiet des Brunnenbachs, der ostwärts zum Speltach-Vorfluter Jagst zieht. Jenseits der prominentesten südlichen Wasserscheide auf dem Bergkamm im Forst fließen die Niederschläge im östlichen Teil des Gegenhangs über den Bach durch die Veldersklinge und in der Folge den Steinbach ebenfalls zur Jagst, während sie im mittleren und westlichen Teil über den Ghaiwasenbach den schon genannten Stettbach erreichen.
Das gesamte Gebiet gehört in naturräumlicher Betrachtung dem Unterraum Burgberg-Vorhöhen und Speltachbucht der Schwäbisch-Fränkischen Waldberge an.
Dieser Teil des Keuperberglandes liegt, geologisch gesehen, im Mittleren Keuper, dessen höchste auftretende Schicht der Kieselsandstein (Hassberge-Formation) auf der Berghöhe im Forst im Süden ist. Darunter am Hang und auf dem Kamm des Schwabenbergs liegen Untere Bunte Mergel (Steigerwald-Formation), darunter wiederum setzt der Schilfsandstein (Stuttgart-Formation) ein, der allerdings im mittleren Teil an der Schwindhalde durch abgerutschtes Gestein der höheren Schichten überdeckt wird. Bis weit in den Ortsbereich von Unterspeltach reicht darunter dann der Gipskeuper (Grabfeld-Formation), der am vin Auenlehmen erfüllten Band beidseits der Speltach endet.
Von Nordnordwesten her ziehen drei Störungslinien ins Einzugsgebiet. Das speltachnächste versetzt Gipskeuper auf der Hochscholle dem Fluss zu gegen Schilfsandstein an der Bergseite, die beiden flussferneren noch außerhalb des Einzugsgebietes den Schilfsandstein auf den äußeren Hochschollen gegen einen tektonischen Graben mit Unteren Bunten Mergeln und Kieselsandstein auf der Berghöhe im Forst, die also Reliefumkehr zeigt.

### LUBW
Amtliche Online-Gewässerkarte mit passendem Ausschnitt und den hier benutzten Layern: Lauf und Einzugsgebiet des Schmindbachs

Allgemeiner Einstieg ohne Voreinstellungen und Layer: Daten- und Kartendienst der Landesanstalt für Umwelt Baden-Württemberg (LUBW) (Hinweise)
1. 1 2  Höhe nach dem Höhenlinienbild auf dem Hintergrundlayer Topographische Karte.
2. ↑  Länge nach dem Layer Gewässernetz (AWGN).
3. ↑  Einzugsgebiet abgemessen auf dem Hintergrundlayer Topographische Karte.
4. 1 2  Höhe nach schwarzer Beschriftung auf dem Hintergrundlayer Topographische Karte.

### Andere Belege
1. ↑  Wolf-Dieter Sick: Geographische Landesaufnahme: Die naturräumlichen Einheiten auf Blatt 162 Rothenburg o. d. Tauber. Bundesanstalt für Landeskunde, Bad Godesberg 1962. → Online-Karte (PDF; 4,7 MB)
2. ↑  Geologie nach den Layern zu Geologische Karte 1:50.000 auf: Mapserver des Landesamtes für Geologie, Rohstoffe und Bergbau (LGRB) (Hinweise)